# Bilečanka

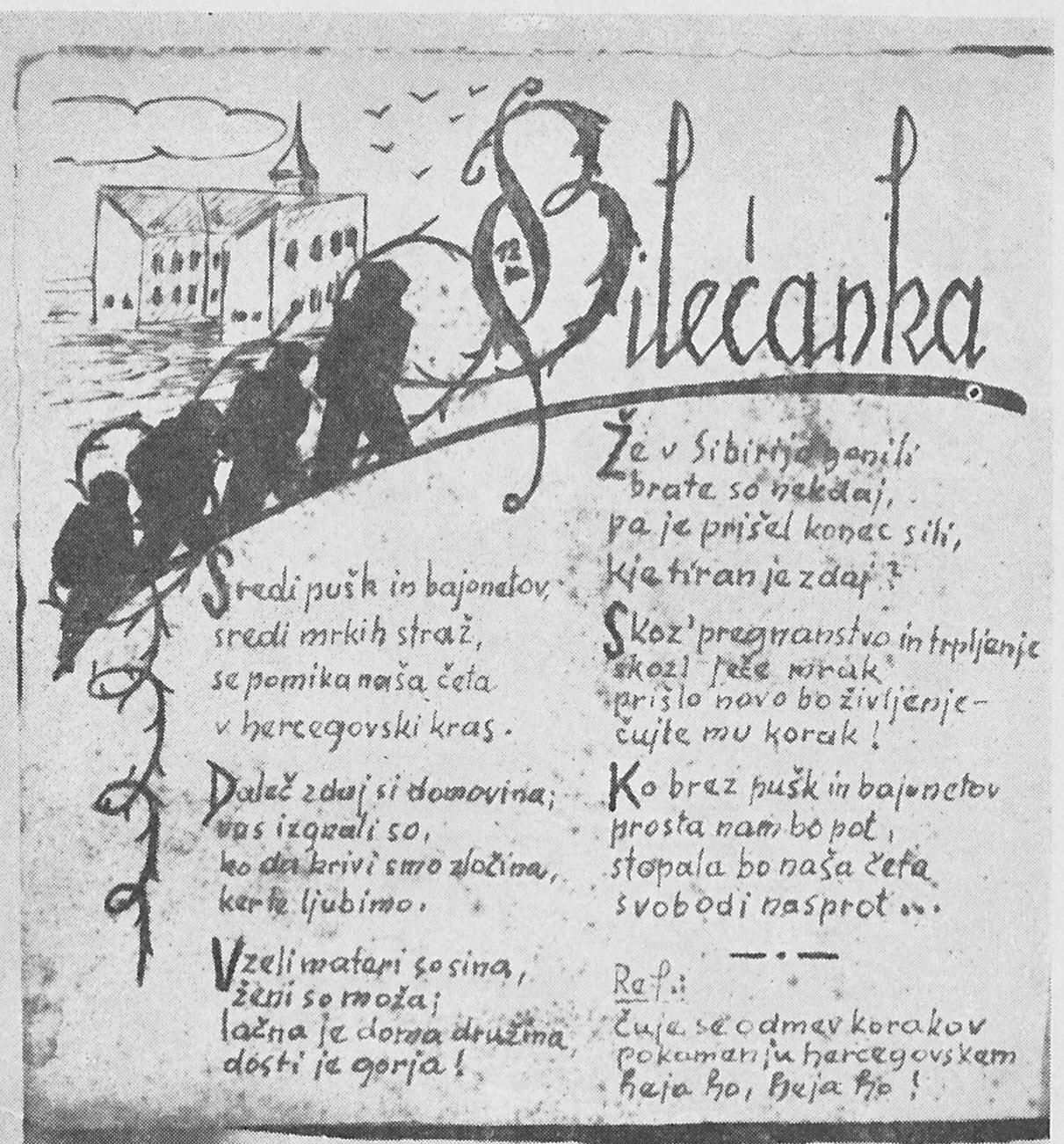
Slowenischer Originaltext des Liedes Bilečanka

Bilečanka ist ein Lied, das 1940 im Konzentrationslager für politische Gefangene in Bileća geschrieben wurde. Es gilt auch als Partisanenlied, obwohl es bereits vor dem Zweiten Weltkrieg im Königreich Jugoslawien unter Prinz Paul geschrieben wurde.
Das Lied hatte in Jugoslawien Kultstatus und wurde vor allem mit fortschrittlichen und denkenden Menschen assoziiert. Die Atmosphäre des Liedes ist zwar düster, zeugt jedoch von den Idealen der Gefangenen, die auch in der schwierigsten Zeit von einer schöneren und gerechteren Realität träumen, für die sie bereit sind, selbst ihr Leben zu opfern.
Der Text des Liedes wurde vom Slowenen Milan Apih verfasst, einem Lehrer aus Celje und einem der Kommunisten, die im Lager Bileća gefangen waren.

## Hintergrund
Das Königreich Jugoslawien begann 1935 bis 1941, nach dem Vorbild Nazideutschlands und des faschistischen Italien, Konzentrationslager für Kommunisten und antifaschistisch eingestellte Intellektuelle einzurichten. Das erste derartige Lager wurde 1935 in Višegrad errichtet, weitere folgten im ganzen Gebiet des Königreichs Jugoslawien: in Lepoglava, Glavnjača (Belgrad), Sremska Mitrovica, im ehemaligen österreichischen Gefängnis in Kotor, Kolašin, Dubrovnik, Kragujevac, Zagreb, Ljubljana, Skopje usw. Die Inhaftierung von Antifaschisten war eines der wichtigsten Zugeständnisse an Hitlerdeutschland und an Italien unter Mussolini.
Die Vorbereitungen für die Einrichtung des Lagers in Bileća begannen im Dezember 1939; im Januar 1940 wurde es in den alten österreichischen Kasematten eröffnet, die einst eine osmanische Kaserne gewesen waren. Es gab vier Zellen – eine slowenische, eine mazedonische, eine serbische und eine für Frauen –, in denen die Insassen gehalten wurden. Die erste Gruppe Gefangene wurde am 18. Januar 1940 in das Lager gebracht. Die prominentesten Kommunisten aus Belgrad und anderen Teilen Jugoslawiens wurden aufgrund eines verfassungswidrigen Dekretes aus dem Jahr 1939 und ohne Gerichtsurteil hierher gebracht. Unter den 82 Gefangenen des Lagers waren prominente jugoslawische Kommunisten: Moša Pijade, Ivan Milutinović, Ivo Lola Ribar und Kosta Stamenković – alle Mitglieder des Zentralkomitees der Kommunistischen Partei Jugoslawiens; außerdem Todor Vujasinović, Đorđe Andrejević Kun, Bora Baruh, Pepca Kardelj, Milan Apih und andere. Als die Kommunisten vor Ort erfuhren, wer in dem Lager ist, verbreiteten sie die Nachricht unter der Bevölkerung der Region. Miro Popara, ein Mitglied des Bezirkskomitees für die Herzegowina, kam im Auftrag des ZK der KPJ nach Bileća, um Verbindung mit den Lagerinsassen aufzunehmen und die Aktivitäten für die Auflösung des Lagers und die Freilassung aller Gefangenen anzuleiten.
Es folgten offener Protest der Bewohner von Bileća und anderen Gegenden der östlichen Herzegovina gegen das Fortbestehen des Lagers. Eine Petition und eine Delegation richtete sich mit der Forderung an Božidar Krstić, den Ban von Zeta, alle Gefangenen unverzüglich freizulassen. Die Bevölkerung von Bileća tat alles, um die Gefangenen im Lager zu unterstützen. Unter anderem sammelten sie Spenden für die Insassen. Sie streuten Blumen auf den Weg, über den die Gendarmen die Gefangenen zum Fluss Trebišnjica führten. Dank der organisierten Massenaktionen und der Entschlossenheit der Bevölkerung der Region wurde das Lager nach nur elf Monaten, im November 1940 aufgelöst. Bei den anderen Lagern im Königreich Jugoslawien war dies nicht der Fall, und die Gefangenen der anderen Lager wurden mit Beginn des Zweiten Weltkrieges den Besatzern übergeben.

## Entstehung des Liedes
Die Lagerinsassen blieben standhaft und organisierten sich. Sie organisierten unter anderem kulturelle und künstlerische Arbeit. Ende April begannen sie mit Vorbereitungen für den Ersten Mai: Programme für Feiern wurden entworfen und Chöre probten kommunistische und revolutionäre Lieder. Außerdem entwickelten die Gefangenen die Idee, ein Lied über Bileća zu singen, so wie es bereits Lieder über die Lager in Lepoglava und Sremska Mitrovica gab. Die Idee wurde von Milan Apih umgesetzt, einem Lehrer aus Celje, der das Lied in einer Nacht schrieb; Todor Vujasinović übersetzte den Text ins Serbokroatische.
Die Feier zum Ersten Mai begann an der Trebišnica, wo die Lagerinsassen umstellt von bewaffneten Wärtern erst die Internationale und nach einem kurzen Referat das neue Lied sangen. Sie sangen es auch, als sie durch die Straßen der Stadt geführt wurden, so dass die Bevölkerung von Bileća das Lied lernte und weiter verbreitete. So verließ das Lied der Insassen das Lager, bevor die Insassen selbst es verlassen konnten.

## Text

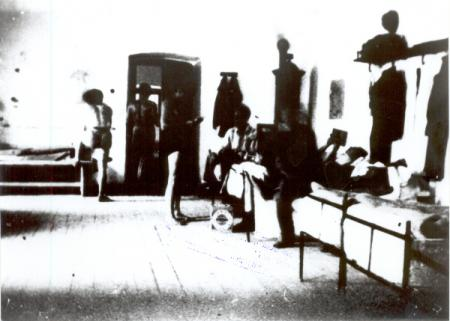
Die slowenische Zelle im Lager Bileća (1940)

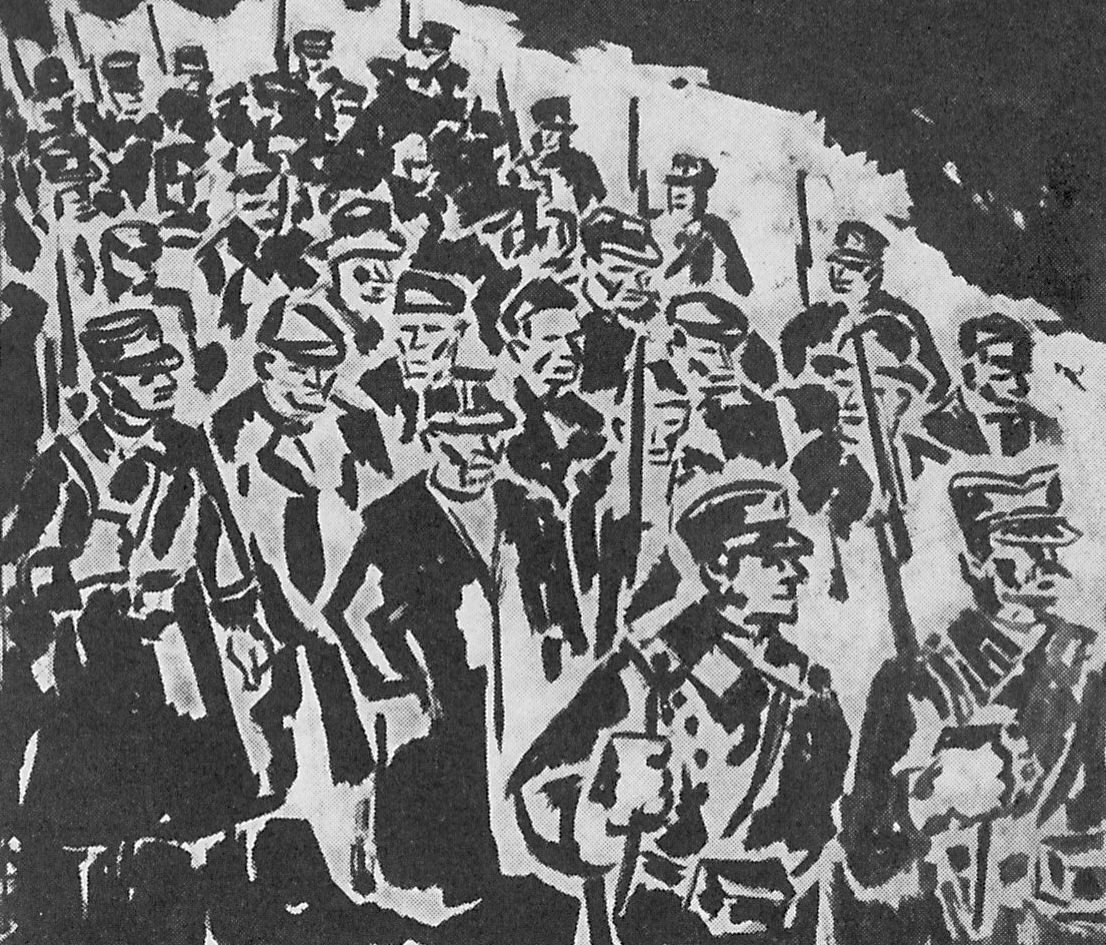
Đorđe Andrejević Kun: Das Lager Bileća

| Slowenisches Original | Serbokroatische Nachdichtung |
| --- | --- |
| Sredi pušk in bajonetov, sredi mrkih straž Se pomika naša četa v hercegovski kras. Čuje se odmev korakov Po kamenju hercegovskem Heja ho, heja ho. Daleč zdaj si domovina nas izgnali so Ko da krivi smo zločina, ker te ljubimo. Čuje se odmev korakov... Vzeli materi so sina, ženi so moža Lačna je doma družina, dosti je gorja. Čuje se odmev korakov... Že v Sibirijo gonili, brate so nekdaj Pa je prišel konec sili, kje si zdaj tiran. Čuje se odmev korakov... Skoz pregnanstvo in trpljenje, skozi ječe mrak Prišlo novo bo življenje, čujte mu korak. Čuje se odmev korakov... Ko brez pušk in bajonetov, prosta nam bo pot Stopala bo naša četa, svobodi naprot’. Čuje se odmev korakov... | Sred pušaka, bajoneta, straže oko nas, tiho kreće naša četa kroz bilećki kras. Čuje se odjek koraka po kamenju hercegovskom; Hej, haj, ho! Hej, haj, ho! Daleko si zavičaju, mi prognani smo, prognaše nas zbog zločina što te ljubimo. Čuje se odjek koraka... Osta majka bez svog sina žena bez druga pusta osta kuća njina gorka sudbina. Čuje se odjek koraka... Već u Sibiru gonili braću su nekad Pa je stigao konac sili gdje si, tiranine, sad? Čuje se odjek koraka... Kroz progonstvo i trpljenje, kroz tamnice mrak, dolazi nam novi život, čujte mu korak. Čuje se odjek koraka... Bez pušaka, bajoneta bude li nam poć stupat će naša četa slobodi nasuprot. Čuje se odjek koraka... |